# 1997 Leverrier
1997 Leverrier este un asteroid din centura principală, descoperit pe 14 septembrie 1963, de Goethe Link Obs..